# Comité de recherche en informatique
Le Comité de recherche en informatique est une instance créée en 1966 dans le cadre du Plan Calcul pour stimuler et coordonner la recherche appliquée en France et à l'échelon international dans le domaine de l'informatique. L'un de ses premiers secrétaires fut Jean-Noël Contensou, qui avait été d’octobre 1968 à mars 1970 à Cherbourg pour les essais des fonctions tactiques sur le sous-marin Le Redoutable avant ensuite de rejoindre l'IRIA.

## Histoire
Le « Comité de recherche en informatique » est une instance créée en 1966 dans le cadre du Plan Calcul en même temps que l'IRIA. Il a pour rôle de favoriser la concertation entre les principaux organismes de l'informatique et les industriels qui souhaitent financer des activités de recherche. C'est lui qui donne le feu vert à des contrats de recherche subventionnés. 
À partir de 1968, la DGRST a transmis au CRI plusieurs missions de son comité d'action concertée « calculateurs » : l'administration se retire partiellement. En juin 1969, les animateurs du Plan Calcul souhaitent renforcer les pouvoirs du CRI : l'ensemble des activités du « comité Calculateurs » de la DGRST est transféré au Comité de recherche en informatique (CRI), sous l'autorité de la Délégation générale à l'informatique. Il est indépendant de l'IRIA et la complète en matière de  recherche appliquée, l'IRIA n'ayant pas réussi à en être assez porteur. Le Comité de recherche en informatique doit intéresser plus fortement les industriels.
Les promoteurs du « Comité de recherche en informatique » souhaitent par ailleurs que soit financés des voyages d'études aux États-Unis, pour suivre la création d'ARPANET. Il est porteur de missions spécifiques, comme le développement de la télématique, ce qui aboutit au réseau Cyclades, même si des réticences sont apparues dans le courant de l'année 1971, au sein de ses groupes de travail, sur le projet de réseau Cyclades. Les ingénieurs des télécommunications préfèrent la commutation de circuit alors que les informaticiens préconisent plutôt le datagramme.  Un accord de coopération est signé en 1972 entre la Direction générale des télécommunications et de la Délégation générale à l'informatique, « mais la collaboration est remise en question par ces divergences, qui rapidement dépassent le simple cadre technique ».
À la suite d'une décision du Comité interministériel du 25 février 1972, le Comité de recherche en informatique a été supprimé au début de 1973. Le  réseau Cyclades est alors du seul ressort de l'IRIA et de la CII, et des utilisateurs d'autres matériels dans la communauté universitaire.